# Gra fotogràfic
El gra fotogràfic és la textura òptica aleatòria de la pel·lícula fotogràfica processada a causa de la presència de petites partícules d'una plata metàl·lica, o núvols de colorant, desenvolupades a partir d'halogenur de plata que han rebut prou fotons. Si bé el gra de pel·lícula és una funció d'aquestes partícules (o núvols de colorant), no és el mateix que tal. És un efecte òptic, la magnitud del qual (quantitat de gra) depèn tant de la pel·lícula com de la definició amb què s'observa. Pot ser objetablement notable en una fotografia de pel·lícula massa ampliada. En fotografia coneixem dos tipus de granulacions diferents segons el procés amb el qual obtenim les fotografies: el gra format mitjançant la fotografia analògica i el soroll digital, format per mitjà la fotografia digital.

## Història
El gra fotogràfic sorgeix amb la fotografia analògica. La granulositat s'ha lligat històricament i emocionalment a la fotografia documental, que requeria congelar el moviment en condicions de llum poc favorables.
Amb l'aparició de la fotografia digital, el gra fotogràfic queda substituït pel soroll digital. El lleig acabament d'aquest darrer element ha provocat que molts fotògrafs trobin a faltar el gra de la fotografia analògica. Aquest fet ha canviat la visió sobre el gra, que actualment ens porta a una època diferent, ens apropa a aquesta nostàlgia de les fotografies dels nostres pares i avis. En la era digital en la que vivim, el gra fotogràfic ofereix un ingredient nostàlgic, expressiu i d'orientació estètic-documental.

## Estètica
Una fotografia està formada per quatre elements bàsics: llum, ombres, color, textura. Aquesta última és la que es relaciona de manera íntima amb el gra. La textura de la pel·lícula està fora del nostre abast, podem exagerar-la o reduir-la amb processos de revelatge, però sempre hi serà, sense el gra no hi ha fotografia.
Hem abraçat la idea que totes les fotografies tenen aquesta qualitat orgànica i aleatòria. Això és el que li confereix una importància estètica tan gran al gra. Per això quan el gra no és present, se'ns revela una fotografia que, a nivell subconscient, resulta artificial.
El gra és particularment atractiu quan les imatges es presenten en blanc i negre; fins i tot la reducció de definició les torna pictòriques, gairebé puntillistes. El gra també explica una història dins de la fotografia, afegint una capa extra de complexitat al concepte de la imatge.
Durant molt de temps el gra es va considerar com un problema derivat de l'ús de pel·lícules molt sensibles. Però també és una qualitat subjectiva.Tant si es considera el gra una interferència en la imatge com si es creu que és una cosa afegida, és una qüestió d'opinió. Tot i així, des d'un enfocament purista, el gra hauria de ser evitat perquè cobreix la imatge i trenca els detalls més petits.

## Formació del gra en fotografia analògica
La granularitat en fotografia es dona a causa de l'acumulació i agrupació de cristalls d'halur de plata suspesos en la pel·lícula fotogràfica, manifestant-se en forma de tramat irregular en les ampliacions. La mida d'aquestes partícules dels halurs de plata és el que determina el nivell de granulositat d'una pel·lícula.
Si la mida d'aquests vidres és petita, la pel·lícula requereix més llum per generar una imatge, però aquesta tindrà més definició. En cas contrari, si els vidres són més grans, la imatge requereix menys llum per formar-se, per tant, pot ser usada en condicions d'il·luminació baixa, però s'intercanvia la sensibilitat per la definició. Aquests valors de granularitat es mesuren mitjançant l'ISO, i cada rotllo de pel·lícula té un ISO en particular. De forma pràctica, un ISO alt ens permet fer fotografies en condicions d'il·luminació baixa i un ISO baix ens permet fer-ho en condicions on hi ha molta llum. Un ISO alt portarà granulositat i un ISO baix no.
Aquestes agrupacions es donen en major mesura quan hem de fer fotografies en condicions de poca llum. En el cas de la fotografia feta amb pel·lícula fotogràfica, si aquesta és molt sensible provoca l'aparició del gra. A més, la granularitat també es dona quan ampliem un negatiu relatiument petit.
En conclusió, els tres principals elements responsables de l'aparició del gra en la fotografia són el tipus de pel·lícula fotogràfica, la manera de revelar i la mida de l'ampliació.

## El gra en fotografia digital
És important distingir el terme "granulositat" del "soroll digital".
El gra analògic és d'una qualitat orgànica, mentre que el soroll digital és propi de l'ús de sensibilitats ISO altes. El gra fotogràfic pot ser un element estètic dins de la fotografia, però el soroll digital no aconsegueix la mateixa comesa i de fet arruïna la fotografia sense afegir una capa estètica o expressiva de significat a causa de la seva regularitat.
El sensor i el processament de la imatge són el que determinarà la quantitat de soroll que aparegui en una fotografia. També hi ha altres factors determinants, com ara el temps d'exposició, la temperatura ambient o la sensibilitat ISO. Així doncs, la fotografia digital no té gra perquè no utilitza una pel·lícula com a mitjà per retenir la imatge, sinó un sensor.
A la pel·lícula fotogràfica, el gra està distribuït d'una manera aleatòria; en canvi, els sensors digitals tenen un arranjament uniforme de fotosets perfectament quadrats que capten la llum i la tradueixen en corrent elèctric de diferents magnituds.
De la mateixa manera, els sensors de les càmeres digitals tenen diferents valors d'ISO; la diferència és que no es deu canviar de sensor per augmentar o disminuir-lo, com en el cas dels rotllos de pel·lícula. Als sensors digitals, com més baix és el valor d'ISO, menor sensibilitat d'aquest a la llum, a més que la qualitat de la imatge i del color serà més gran. En pujar la sensibilitat del sensor, la qualitat de la imatge decaurà i el color començarà a ser contaminat per dos tipus de soroll: soroll de luminància (molt semblant al gra de la pel·lícula) i soroll de color (que genera colors falsos a la imatge, especialment en els tons propers al negre).

### Formació del soroll en fotografia digital
El tipus de gra generat pels cristalls d'halur de plata només es forma en la fotografia realitzada mitjançant una pel·lícula fotogràfica. Això és a causa què la fotografia digital no utilitza aquesta superfície com a mitjà per a retindre la imatge, ja que usa un sensor.
Tot i això, en aquest tipus de fotografia hi ha altres factors que generen el sorgiment del soroll digital:
- La mida dels píxels: com menor sigui la mida dels píxels d'una fotografia, més gra es genera. Això es dona a causa de la menor resolució de la imatge i provoca el sorgiment d'aquesta granularitat.
- La sensibilitat ISO: en fotografia digital s'usa un sensor en comptes d'una pel·lícula fotogràfica. Aquest sensor produeix una senyal electrònica, la quantitat de la qual depèn del nivell de llum que tinguem. Si el nivell de llum és baix, aquesta senyal és més feble i el nivell de gra és cada vegada més apreciable. Al augmentar la ISO quan fem una fotografia, el que fem és amplificar les senyals procedents de baixa llum. D'aquesta manera, es multiplica la granularitat de la imatge final.